# Loren Shriver
Loren James Shriver (Jefferson, 23 september 1944) is een voormalig Amerikaans ruimtevaarder. Shriver zijn eerste ruimtevlucht was STS-51-C met de spaceshuttle Discovery en vond plaats op 24 januari 1985. De missie werd uitgevoerd in opdracht van het Amerikaanse Ministerie van Defensie.
In totaal heeft Shriver drie ruimtevluchten op zijn naam staan. In 1993 verliet hij NASA en ging hij als astronaut met pensioen.